# George C. Thomas junior
George Clifford Thomas Jr. (* 3. Oktober 1873 in Philadelphia; † 23. Februar 1932 in Beverly Hills) in war ein US-amerikanischer Golfarchitekt. Er gilt als einer der Hauptvertreter des goldenen Zeitalters der Golfarchitektur und war neben Charles Blair Macdonald einer der wenigen bedeutenden Amateure in diesem Feld.

## Leben und Werk
Der in eine reiche Bankiersfamilie hineingeborene George C. Thomas Jr. wuchs in Philadelphia auf und genoss eine klassische, bürgerliche Erziehung. Dennoch brach er nach einem Jahr an der University of Pennsylvania sein Studium ab und heuerte an der Wall Street bei Drexel an, wo sein Vater eine Führungsposition bekleidete. Ab 1900 begann er mit einigem Erfolg Rosen und English Setter zu züchten. Seine Freizeit verbrachte er häufig in Massachusetts, wo er auf Plätzen wie dem Myopia Hunt Club oder dem Essex Golf Club spielte.

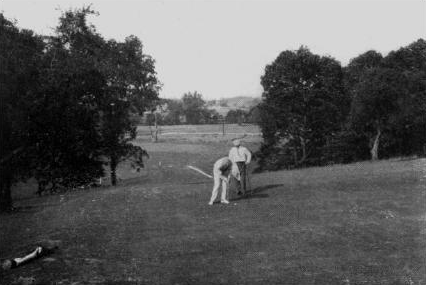
Grün 16 von Whitemarsh Valley, 1913.

Wohl aufgrund seines einnehmenden Wesens und seiner sozialen Stellung bekam er schließlich die Gelegenheit in Marion einen 9-Loch-Golfplatz für einen Freund anzulegen. Bald darauf sprach eine Gruppe von Investoren bei der Familie Thomas vor, sie wollten einen 18-Loch-Golfplatz auf einem Teil von deren Grundstück bauen. Die Familie stimmte zu unter der Bedingung, dass George Jr. den Platz gestalten dürfe. Im Jahr 1908 wurde der Whitemarsh Valley Golf Club eröffnet und George Thomas etablierte sich neben A. W. Tillinghast, William Flynn, Hugh Wilson und George Crump im inneren Kreis der Golfszene Philadelphias.
In der Folge sammelte er viele Erfahrungen als Mitglied des Platzausschusses in diversen Clubs. Unter anderem begleitete er den Bau zweier Donald Ross Plätze sowie Tillinghasts Erweiterung des Philadelphia Cricket Clubs. Auch Wilsons Arbeiten in Merion verfolgte er aus nächster Nähe und bei George Crumps Projekt Pine Valley war er Gründungsmitglied. Mit gleichem Eifer trieb er seine Rosenzucht voran und veröffentlichte 1916 ein Buch darüber. Nach einem Intermezzo als Bomberpilot im Ersten Weltkrieg siedelte er 1919 nach Kalifornien über, wo er sich bessere Bedingungen für seine Rosenzucht erhoffte.
Als einer der Erben des Familienvermögens war er mittlerweile finanziell unabhängig. In den nächsten zehn Jahren gestaltete er, zumeist mit seinem Assistenten William P. Bell, etwa 25 Plätze, von denen allerdings nur noch wenige erhalten sind und diese wenigen wurden mehr oder weniger stark verändert. Dazu gehören in erster Linie Riviera (1926), der Nordkurs des Los Angeles Country Club (1921, 1926), La Cumbre (1920), Griffith Park (36 Loch, 1923), Ojai Valley (1925) und Bel-Air (1927), sowie Fox Hills (1927, heute verloren).
Trotz seines relativ kleinen Portfolios gilt George C. Thomas als wichtiger Vertreter des goldenen Zeitalters, da er im Bereich der strategischen Gestaltung über herausragende Fähigkeiten verfügte und die zugrunde liegenden Prinzipien auch in seinem Buch (siehe Literatur) dokumentierte. Beispielsweise konnte der Nordkurs des Los Angeles Country Club auf vier verschiedene Arten gespielt werden: von einem kurzen, eigenwilligen Par 69 bis zu einem langen, schwierigen Par 73 reichte die Bandbreite – einzig erreicht durch Umstecken der Fahnen und Abschlagsmarkierungen. Aufgrund dieser extrem hohen Variabilität musste er die Grüns nicht ganz so stark ondulieren wie viele seiner Kollegen, er bestimmte die Strategie eines Loches eher vom Tee und Fairway aus. Mit Hilfe von geschickt platzierten Bunkern eröffnete er – manchmal auch nur scheinbar – mehrere alternative Routen zum Grün und belohnte häufig den Spieler, der die Flugkurve des Balles (Draw, Fade) kontrollieren konnte.